# Helius rubicundus
Helius rubicundus là một loài ruồi trong họ Limoniidae. Chúng phân bố ở vùng Tân nhiệt đới.